# Conflits endémiques

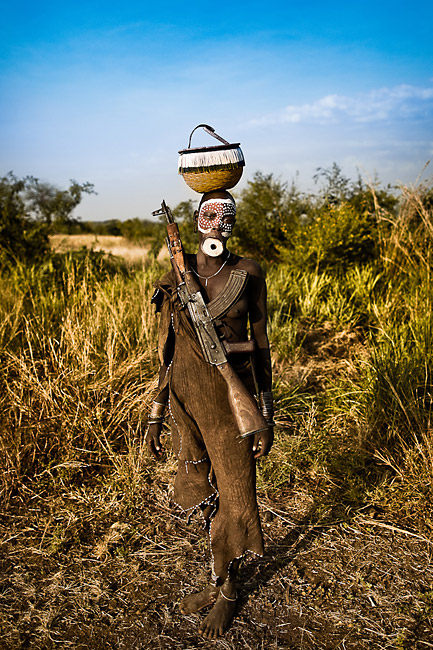
Une femme armée appartenant à la tribu des Mursis, en Éthiopie.

Un conflit endémique est un état de guerre continuel ou fréquent comme on le trouve dans certaines sociétés tribales (ce terme ne se limite cependant pas qu'aux sociétés tribales).
Les combats rituels (ou batailles rituelles ou guerres rituelles) permettent l'affirmation du courage, de la masculinité et l'expression d'émotions tout en entraînant relativement peu de blessures et encore moins de morts. Une telle pratique peut donc être considérée comme une forme de résolution de conflit et/ou comme un exercice psychosocial. Les amérindiens se livraient souvent à ce genre d'activité, mais la fréquence des conflits dans la plupart des cultures de chasseurs-cueilleurs est encore un sujet de controverse.
La guerre est un terme connu dans la plupart des sociétés tribales, mais certaines de ces sociétés développent un accent particulier sur l'exaltation de la culture guerrière (comme les Nuer du Soudan du Sud, les Maoris de Nouvelle-Zélande, les Dugum Dani de Papouasie, les Yanomami (surnommés « le peuple féroce ») d'Amazonie ou les tribus celtiques et germaniques durant l'âge du fer, en Europe). La culture de la guerre intertribale est présente depuis longtemps en Nouvelle-Guinée.
Les sociétés communales sont capables de faire dégénérer les conflits en guerres d’annihilation totale. C'est pourquoi, dans le bassin amazonien, les tribus Jívaro faisaient preuve d'une animosité perpétuelle envers leurs voisins. Il y a une différence fondamentale entre un conflit au sein d'une même tribu et une guerre contre une tribu voisine, ainsi « les guerres entre différentes tribus sont en principe des guerres d'extermination ».
Les Yanomami d'Amazonie pratiquaient traditionnellement un système d'escalade de la violence en plusieurs étapes. Tout d'abord, un duel de coups sur la poitrine ou un duel de gifles sur le flanc. Pour les infractions plus graves, comme le vol de nourriture ou lorsqu'un homme convoite la femme d'un autre, un combat de masse a lieu. Les deux hommes se donnent des coups à tour de rôle sur la tête à l'aide d'une masse en bois. Une nouvelle escalade peut se traduire par des raids sur les villages concernés dans le but de tuer au moins un membre de la faction hostile ou d'enlever des femmes. Enfin, le stade le plus élevé de violence est le Nomohoni, une forme de traîtrise. Les ennemis sont généralement invités sous un prétexte amical et ensuite massacrés.
Des coutumes similaires sont connues des Dugum Dani et des Chimbu de Nouvelle-Guinée, des Nuer du Soudan et des Indiens des plaines d'Amérique du Nord. Chez les Chimbu et les Dugum Dani, le vol de cochon était la cause la plus fréquente de conflit, encore plus que l'enlèvement de femmes. Chez les Yanomami, la cause initiale de guerre la plus répandue part d'une accusation de sorcellerie.
Dans ces communautés, les conflits servent à apaiser les tensions intra-groupe et possèdent des aspects d'un « jeu », un « football trop enthousiaste ». Les conflits des Dugum Dani ont tout particulièrement un élément de jeu remarquable, avec un exemple documenté d'une bataille interrompue lorsque les deux camps ont été distraits par un pigeon qui passait et lui ont jeté des pierres.